# Roberto Juan Martínez
Pour les articles homonymes, voir Roberto Martínez et Martínez.
Roberto Juan Martínez Martínez (né le 25 septembre 1946 à Mendoza) est un footballeur argentin et espagnol des années 1970 et 1980.

## Biographie
En tant qu'attaquant, Roberto Juan Martínez fut international espagnol à cinq reprises (1973-1974) pour deux buts.
Il commença sa carrière en Argentine, au Club Atlético Unión puis au CA Banfield. Il ne remporta rien dans son pays. 
Puis en 1971, il découvre la Liga avec l'Espanyol Barcelone pendant trois saisons. Il ne remporta rien. Il fut ensuite transféré au Real Madrid pendant six saisons, remportant deux coupes d'Espagne et cinq championnats, qui sont ses seuls titres. Il revient deux saisons à l'Espanyol Barcelone, sans rien remporter.

## Clubs
- 1970 :  Club Atlético Unión
- 1971 :  CA Banfield
- 1971–1974 :  Espanyol Barcelone
- 1974–1980 :  Real Madrid CF
- 1980–1982 :  Espanyol Barcelone

## Palmarès
- Coupe d'Espagne de football
  - Vainqueur en 1975 et en 1980
  - Finaliste en 1979
- Championnat d'Espagne de football
  - Champion en 1975, en 1976, en 1978, en 1979 et en 1980